# Long Hòa, Cần Giờ
Long Hòa là một xã thuộc huyện Cần Giờ, Thành phố Hồ Chí Minh, Việt Nam.

## Địa lý
Xã Long Hòa nằm ở trung tâm huyện Cần Giờ, có vị trí địa lý:
- Phía đông giáp thị trấn Cần Thạnh và xã Thạnh An
- Phía tây giáp xã Lý Nhơn
- Phía nam giáp Biển Đông
- Phía bắc giáp xã Tam Thôn Hiệp và xã An Thới Đông.

Xã có diện tích 132,58 km², dân số năm 2021 là 11.498 người,  mật độ dân số đạt 86 người/km².
Diện tích đất lâm nghiệp chiếm 66,89%, đất nông nghiệp chiếm 3,27%, đất làm muối chiếm 1,68%, diện tích mặt nước các loại chiếm 24,5%. Xã có 12 km bờ biển, chiếm 60% tổng chiều dài bờ biển của huyện.
Các trục đường chính trên địa bàn xã gồm: trục Cần Thạnh – Long Thạnh – Đồng Hòa (đường Duyên Hải) dài 13 km, trục Long Thạnh – Hòa Hiệp (đường Thạnh Thới) dài 3 km và khoảng 14 km đường Rừng Sác thuộc địa phận xã.

## Hành chính
Xã Long Hòa được chia thành 5 ấp: Long Thạnh, Đồng Hòa, Đồng Tranh, Hòa Hiệp, Dong Thành

## Lịch sử
Xã Long Hòa được thành lập vào năm 1977 trên cơ sở sáp nhập ba xã: Long Thạnh, Đồng Hòa, Tân Thạnh thuộc huyện Duyên Hải trước đây. Năm 1991, huyện Duyên Hải đổi tên thành huyện Cần Giờ, xã Long Hòa thuộc huyện Cần Giờ như hiện nay.

## Kinh tế
Người dân Long Hòa sống chủ yếu bằng nghề khai thác, đánh bắt, nuôi trồng thủy hải sản. Xã có 181 ha diện tích nuôi nghêu, gần 85 ha nuôi hàu và 173 ha nuôi sò. Ngoài ra người dân còn trồng xoài trên diện tích 190 ha. Năm 2015, thu nhập bình quân đầu người của Long Hòa đạt trên 40 triệu đồng/người/năm, cao nhất huyện Cần Giờ. Trên địa bàn xã có khu di tích căn cứ Rừng Sác và khu du lịch 30/4.